# تپه خرابه بزرگ
تپه خرابه بزرگ مربوط به دوران‌های تاریخی پس از اسلام است و در شهرستان قزوین، بخش کوهین، روستای فطر واقع شده و این اثر در تاریخ ۲۵ اسفند ۱۳۸۰ با شمارهٔ ثبت ۵۵۱۰ به‌عنوان یکی از آثار ملی ایران به ثبت رسیده است.